# روستام ماخمودیان
روستام جاسمی ماخمودیان (ارمنی: Ռուստամ Ջասմի Մախմուդյան؛ زادهٔ ۲۰ اوت ۱۹۸۲) یک سیاستمدار اهل ارمنستان است که از تاریخ ۲۰۱۷ تا تاریخ ۲۰۱۸ سمت نمایندگی دوره ششم مجلس ملی جمهوری ارمنستان را برعهده داشت.

## زندگی‌نامه
در در آلاگیاز به دنیا آمد و از دانشکده حقوق دانشگاه دولتی ایروان فارغ‌التحصیل شد. 